# Björnarås
Björnarås – miejscowość (tätort) w Szwecji, w regionie administracyjnym (län) Västra Götaland, w gminie Mölndal.
Według danych Szwedzkiego Urzędu Statystycznego liczba ludności wyniosła: 323 (31 grudnia 2018) i 330 (31 grudnia 2019).